# Le Mesnil-Garnier
Le Mesnil-Garnier est une commune française, située dans le département de la Manche en région Normandie, peuplée de 222 habitants.

## Géographie
La commune se compose d'un bourg principal (le Mesnil-Garnier) et de plusieurs écarts : la Forêt, le Val au Groult, la Parquerie, la Bersaudière, le Pont Briens, la Groudière, la Lorerie, Boisnel, la Crépellière, l'Hôtel Molet, l'Hôtel Graffard, l'Hôtel Chaignon, les Pailières, l'Hôtel Michel, le Couvent, l'Hôtel Armange, l'Hôtel au Turc, l'Hôtel Morin, l'Hôtel Prével, le Carrefour des Mottes, le Grand Ronceur, le Ronceur, le Petit Ronceur, la Vassourie, la Masure, l'Hôtel Huard, la Haute Danninière, la Danninière, le Château, la Cour, la Rourie, la Chotarderie, l'Orail.
La commune est bordée au nord par la Bérence, affluent de la Sienne.
| Gavray, Le Mesnil-Villeman, | Gavray, Montaigu-les-Bois | Montaigu-les-Bois, La Bloutière |
| Le Mesnil-Villeman          | Mesnil-Garnier            | Fleury                          |
| Le Mesnil-Villeman          | Champrepus                | Champrepus                      |

### Hydrographie
La commune est située dans le bassin Seine-Normandie. Elle est drainée par la Bérence, le cours d'eau 01 de la Picardière, le cours d'eau 01 du Pont Coquet, le cours d'eau 02 de la commune du Mesnil-Garnier, le cours d'eau 07 de la commune du Mesnil-Garnier, le fossé 01 de l'Hôtel Huard, le fossé 01 du Carrefour des Mottes, le fossé 01 du Mesnil-Garnier, le fossé 01 du Pont Briens, le fossé 01 du Ronceur, le fossé 02 de la Charpenterie et un autre petit cours d'eau,.
La Bérence, d'une longueur de 11 km, prend sa source dans la commune de Fleury et se jette  dans la Sienne à Gavray-sur-Sienne, après avoir traversé cinq communes. 

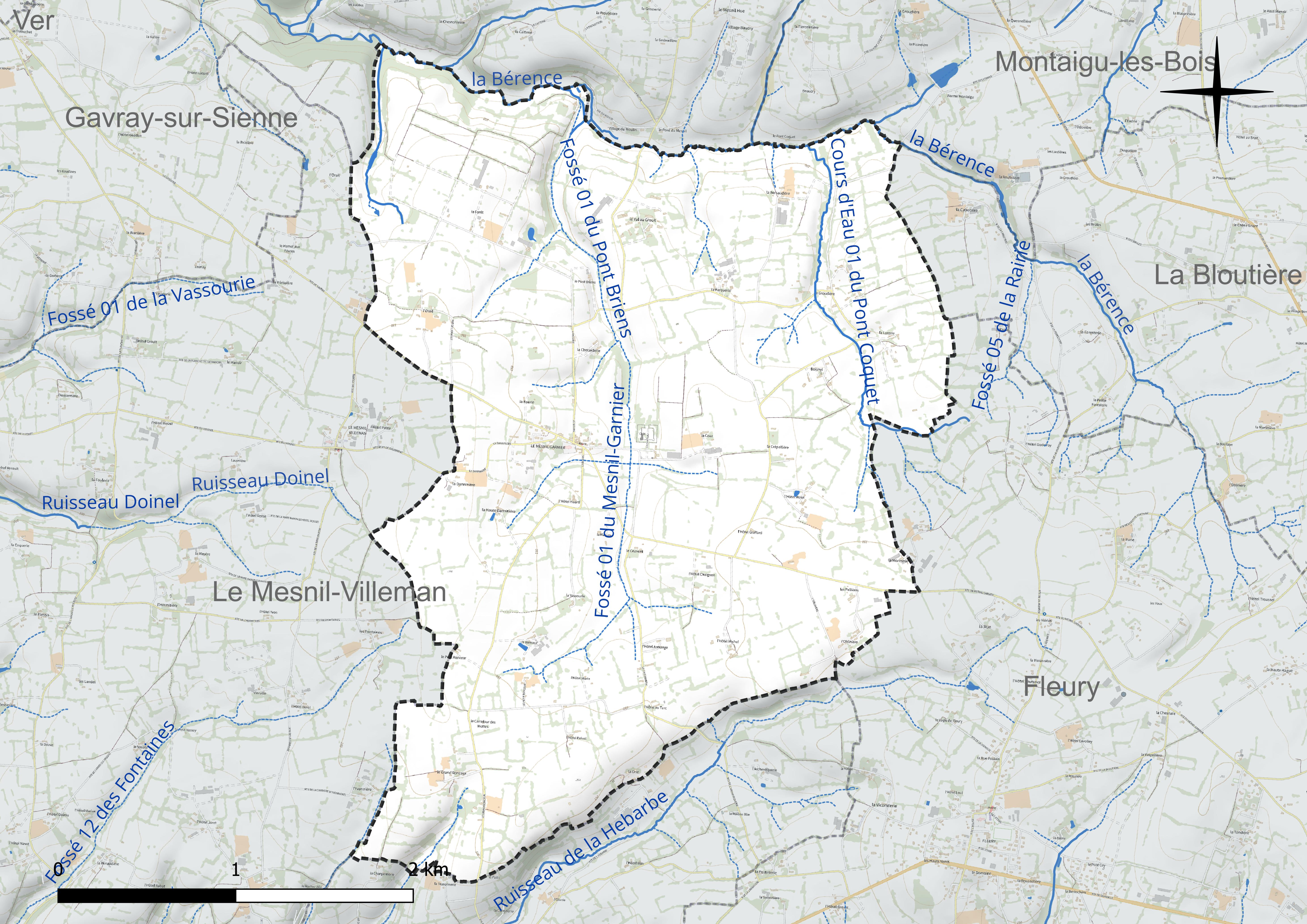
Réseau hydrographique du Mesnil-Garnier.

### Climat
Pour des articles plus généraux, voir Climat de la Normandie et Climat de la Manche.
En 2010, le climat de la commune est de type climat océanique franc, selon une étude du CNRS s'appuyant sur une série de données couvrant la période 1971-2000. En 2020, Météo-France publie une typologie des climats de la France métropolitaine dans laquelle la commune est exposée à un climat océanique et est dans la région climatique  Normandie (Cotentin, Orne), caractérisée par une pluviométrie relativement élevée (850 mm/a) et un été frais (15,5 °C) et venté. Parallèlement le GIEC normand, un groupe régional d’experts sur le climat, différencie quant à lui, dans une étude de 2020, trois grands types de climats pour la région Normandie, nuancés à une échelle plus fine par les facteurs géographiques locaux. La commune est, selon ce zonage, exposée à un « climat contrasté des collines », correspondant au Bocage normand, bien arrosé, voire très arrosé sur les reliefs les plus exposés au flux d’ouest, et frais en raison de l’altitude.
Pour la période 1971-2000, la température annuelle moyenne est de 10,6 °C, avec une amplitude thermique annuelle de 12,3 °C. Le cumul annuel moyen de précipitations est de 1 016 mm, avec 14,1 jours de précipitations en janvier et 9,1 jours en juillet. Pour la période 1991-2020, la température moyenne annuelle observée sur la station météorologique la plus proche, située sur la commune de Cerisy-la-Salle à 18 km à vol d'oiseau, est de 11,5 °C et le cumul annuel moyen de précipitations est de 1 112,5 mm,. Pour l'avenir, les paramètres climatiques de la commune estimés pour 2050 selon différents scénarios d’émission de gaz à effet de serre sont consultables sur un site dédié publié par Météo-France en novembre 2022.

## Urbanisme

### Typologie
Au 1er janvier 2024, Le Mesnil-Garnier est catégorisée commune rurale à habitat très dispersé, selon la nouvelle grille communale de densité à sept niveaux définie par l'Insee en 2022.
Elle est située hors unité urbaine et hors attraction des villes,.

### Occupation des sols
L'occupation des sols de la commune, telle qu'elle ressort de la base de données européenne d’occupation biophysique des sols Corine Land Cover (CLC), est marquée par l'importance des territoires agricoles (99,1 % en 2018), une proportion identique à celle de 1990 (99,1 %).
La répartition détaillée en 2018 est la suivante : prairies (77,3 %), zones agricoles hétérogènes (15,8 %), terres arables (6,1 %), forêts (0,9 %).

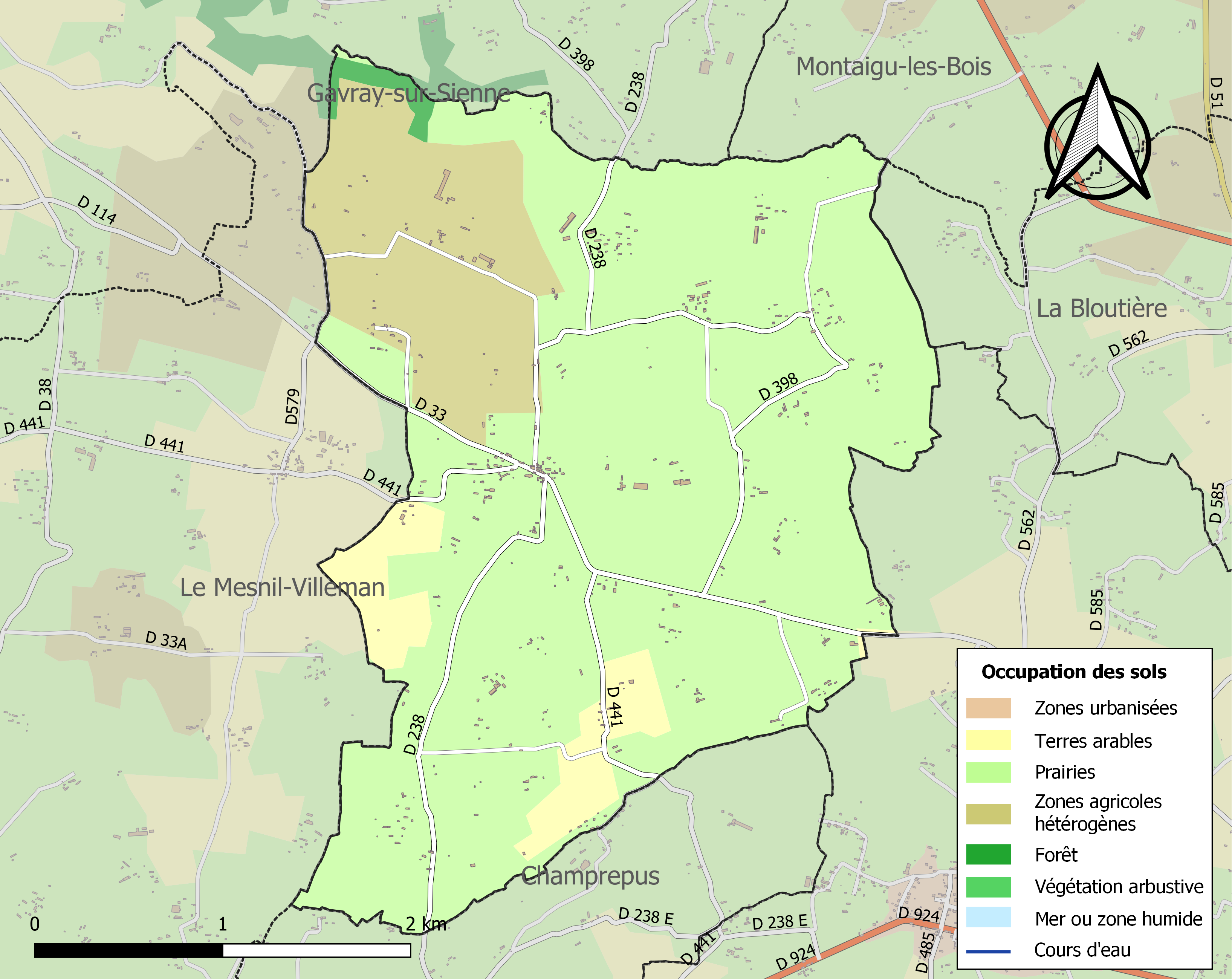
Carte des infrastructures et de l'occupation des sols de la commune en 2018 (CLC).

L'évolution de l’occupation des sols de la commune et de ses infrastructures peut être observée sur les différentes représentations cartographiques du territoire : la carte de Cassini (XVIIIe siècle), la carte d'état-major (1820-1866) et les cartes ou photos aériennes de l'IGN pour la période actuelle (1950 à aujourd'hui).

## Toponymie
Le nom de la localité est attesté sous les formes Mesnil Garneri en 1210, Mesnillum Garini sans date.
Il s'agit d'une formation médiévale en Mesnil- au sens général de « domaine », caractéristique de la langue d'oïl. Ce terme est issu du gallo-roman masionile, dérivé de masione pour mansione « maison ».
Le second élément -Garnier s'explique par l'anthroponyme d'origine germanique Garnier, populaire au Moyen Âge, notamment dans l'Ouest et qui se perpétue dans le nom de famille Garnier resté fréquent dans ces régions (Haute-Bretagne, Maine), mais également dans le sillon rhodanien. La forme avec un [g] dur initial s'explique par la situation du village au sud de l'isoglosse G- / V- qui suit la ligne Joret. Au nord de cette isoglosse, la forme est Varnier / Vernier illustrée par Varneville ou Marais-Vernier.

### Micro-toponymie
Les hameaux en Y-ère et Y-erie désignaient à l'origine la ferme de la famille Y, bâtie sur les nouvelles terres issues des grands défrichements de la période ducale normande. Les essarts prennent le nom des défricheurs, suivi du suffixe -erie ou -ière. Les autres hameaux en Hôtel/Maison/Le Y sont des constructions plus "récentes", ils désignent la ferme de la famille Y.

## Histoire

### Moyen Âge
Raoul de Thieuville, qui vivait au XIIIe siècle, tenait au Mesnil Garnier un fief de Philippe Auguste. Au XVe siècle, Catherine de Thieuville, dame du Mesnil-Garnier, de Vains et de Thieuville, épouse Olivier II de Mauny, baron de Torigni, et leur fille unique, Marguerite de Mauny, Jean Goyon de Matignon,.

### Temps modernes
En 1600, Thomas de Morant († 1621), baron et seigneur du village, acquiert la seigneurie du Mesnil-Garnier et y construit le château. En 1619 il fonde un couvent de Dominicains (détruit en 1870) et un hospice.
Le Mesnil-Garnier était une baronnie qui fut érigée en marquisat pour Thomas III de Morant, trésorier des Ordres du Roi, en 1672 (ou dès 1659 ?) sous le nom de Morant. Elle fut acquise par Joseph Bonnier de la Mosson, trésorier des États de Languedoc. Relevait entre autres du marquisat les fiefs nobles du Mancel et du Hamard situés au Mesnil-Hue.

### Révolution française et Empire
À la Révolution, Étienne Giroult (1756-1793), né à Chérencé-le-Héron, fut élu député à la première Assemblée législatives (1791 au 27 septembre 1792). Royaliste modéré, poursuivi comme contre-révolutionnaire, il se cacha dans le clocher de l'église du Mesnil-Garnier, d'où il tomba, mortellement.

## Politique et administration

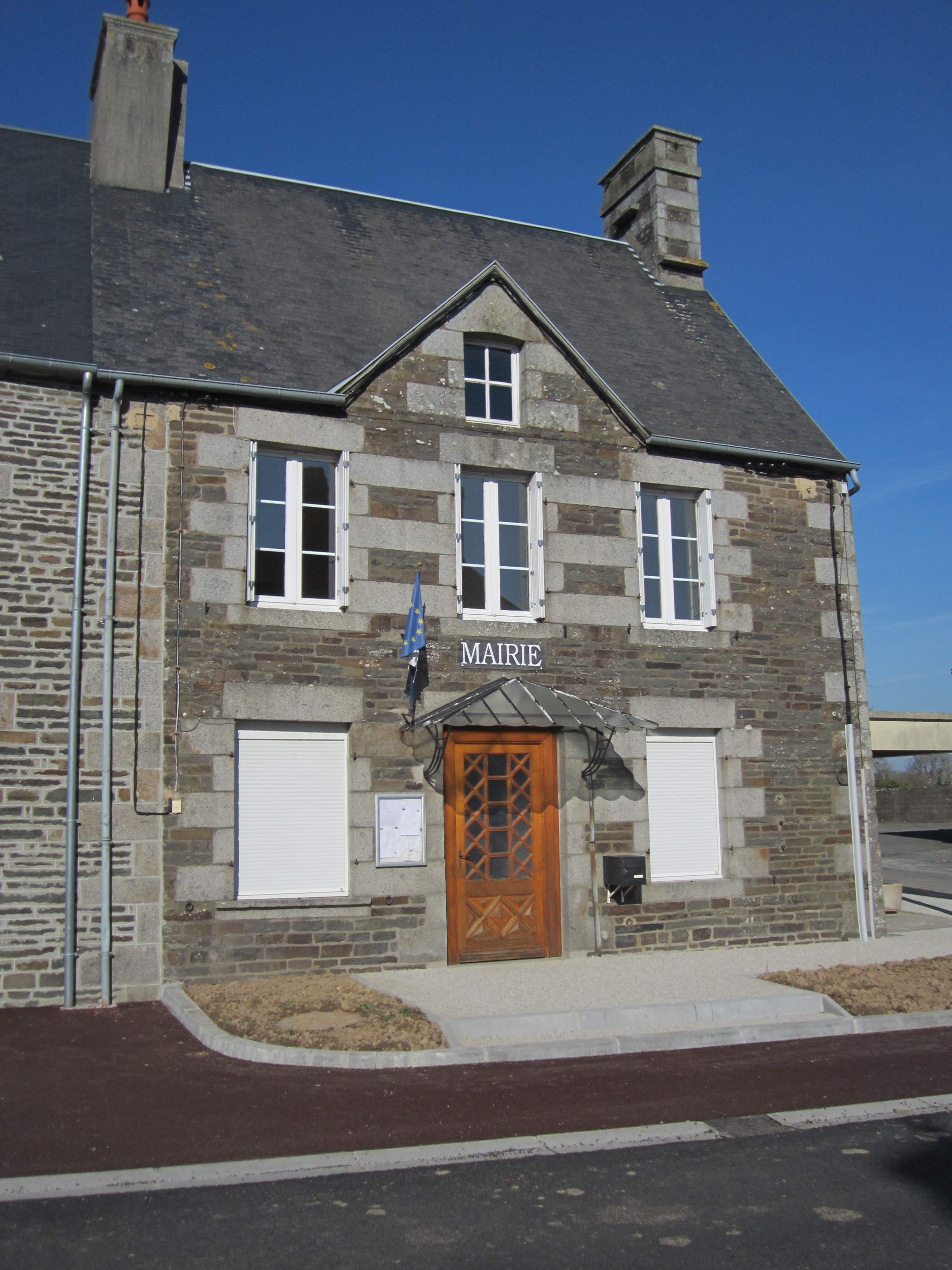
La mairie.

### Circonscriptions administratives avant la Révolution
- Généralité de Caen.
- Élection de Coutances.
- Sergenterie de Challon.

### Les maires
| Période                                  | Période  | Identité       | Étiquette | Qualité      |
| ---------------------------------------- | -------- | -------------- | --------- | ------------ |
| 1971                                     | 1997     | Marcel Lefèvre | SE        | Agriculteur  |
| 1997                                     | En cours | Annick Villain | SE        | Agricultrice |
| Les données manquantes sont à compléter. |          |                |           |              |

## Population et société

### Démographie
L'évolution du nombre d'habitants est connue à travers les recensements de la population effectués dans la commune depuis 1793. Pour les communes de moins de 10 000 habitants, une enquête de recensement portant sur toute la population est réalisée tous les cinq ans, les populations de référence des années intermédiaires étant quant à elles estimées par interpolation ou extrapolation. Pour la commune, le premier recensement exhaustif entrant dans le cadre du nouveau dispositif a été réalisé en 2008.
En 2022, la commune comptait 222 habitants, en évolution de −3,48 % par rapport à 2016 (Manche : −0,31 %, France hors Mayotte : +2,11 %).
| 1793 | 1800 | 1806 | 1821 | 1831 | 1836 | 1841 | 1846 | 1851 |
| ---- | ---- | ---- | ---- | ---- | ---- | ---- | ---- | ---- |
| 731  | 734  | 862  | 850  | 840  | 870  | 847  | 802  | 782  |

| 1856 | 1861 | 1866 | 1872 | 1876 | 1881 | 1886 | 1891 | 1896 |
| ---- | ---- | ---- | ---- | ---- | ---- | ---- | ---- | ---- |
| 720  | 713  | 683  | 658  | 633  | 607  | 587  | 548  | 524  |

| 1901 | 1906 | 1911 | 1921 | 1926 | 1931 | 1936 | 1946 | 1954 |
| ---- | ---- | ---- | ---- | ---- | ---- | ---- | ---- | ---- |
| 511  | 508  | 471  | 426  | 430  | 463  | 477  | 448  | 402  |

| 1962 | 1968 | 1975 | 1982 | 1990 | 1999 | 2006 | 2008 | 2013 |
| ---- | ---- | ---- | ---- | ---- | ---- | ---- | ---- | ---- |
| 359  | 332  | 303  | 256  | 260  | 233  | 223  | 220  | 235  |

| 2018 | 2022 | - | - | - | - | - | - | - |
| ---- | ---- | - | - | - | - | - | - | - |
| 226  | 222  | - | - | - | - | - | - | - |

### Manifestations culturelles et festivités
Le Mesnil-Garnier se fait remarquer par son concours de lancer de savonnettes mouillées organisé depuis 2011, qualifié même de championnat du monde. Le record établi en 2012 est de 92,43 m.

## Culture locale et patrimoine

### Lieux et monuments
- Manoir du Mesnil-Garnier ou de l'Érable du XVIIIe siècle.
- Église Sainte-Anne d'origine romane des XIIe, XIVe, XVIe – XXe siècles avec un clocher à flèche octogonale et clochetons, modillons roman à masques grimaçants, portail méridional de la seconde moitié du XIIe siècle[43], tour-porche. Elle abrite un bas-relief du XXe de Marcelle Delcour-Guinard (1896-1978) représentant les quatre bêtes de l'Apocalypse, un groupe sculpté éducation de la Vierge du XVIIIe, des fonts baptismaux en marbre, une Vierge à l'Enfant du XVIIIe, un retable du sculpteur Jacques Lemieux[31], des pierres tombales du XVIIe.
- Restes du château de Thomas de Morant du XVIe siècle. Il en subsiste un pavillon d'angle, le colombier circulaire, la ferme, les douves et une grosse tour d'angle. On accédait au château par six avenues de hêtres donnant sur un rond-point de chênes[31].
- Ancien presbytère, transformé en chambre d'hôtes.
- Rives de la Bérence.
- Croix de chemin.

Pour mémoire
Hospice pour « aliénés » et couvent dominicain fondé et achevé en 1620 près du château. La chapelle a été détruite à la Révolution et le couvent fut rasé en 1870.

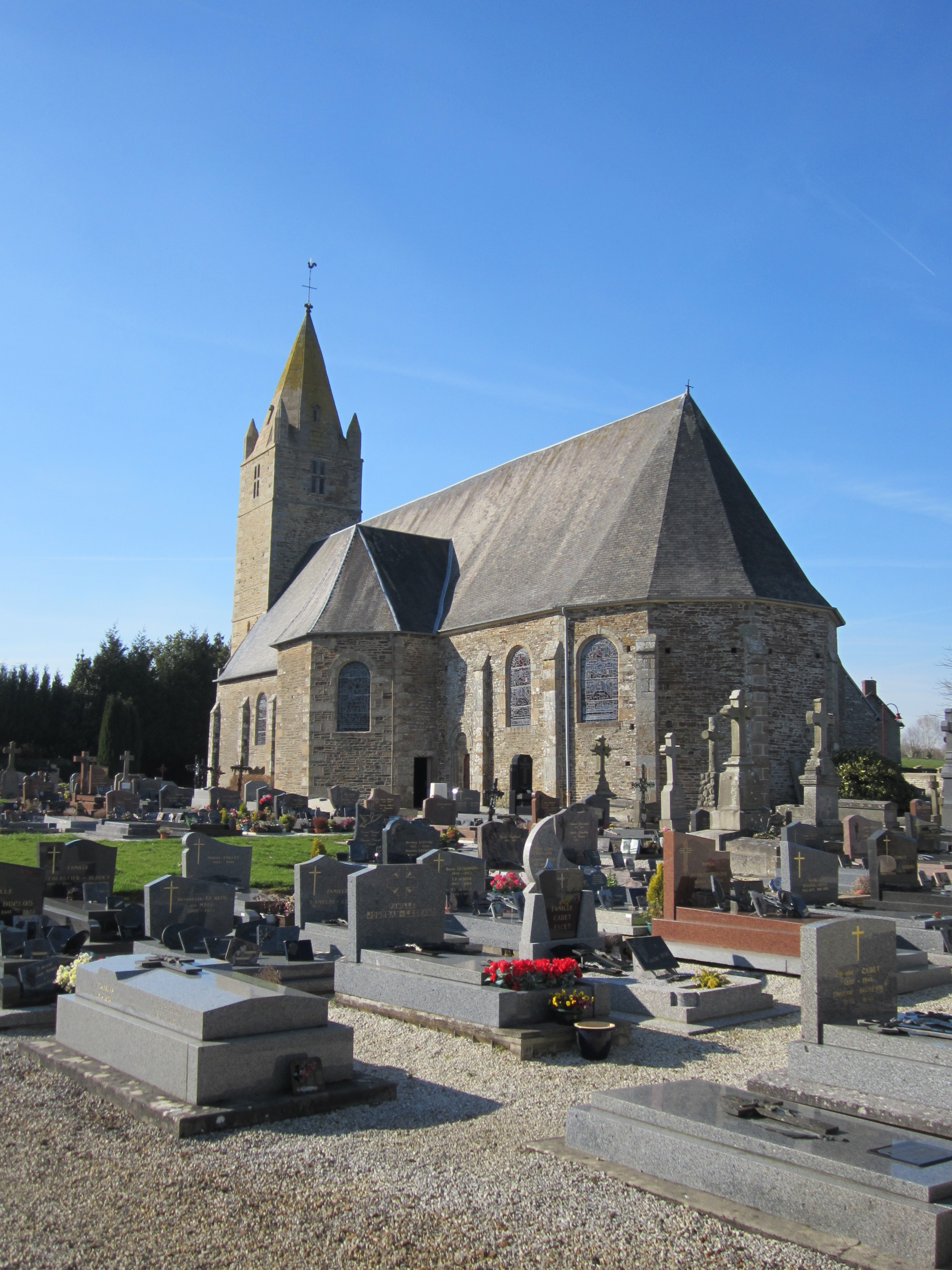
L'église Sainte-Anne.
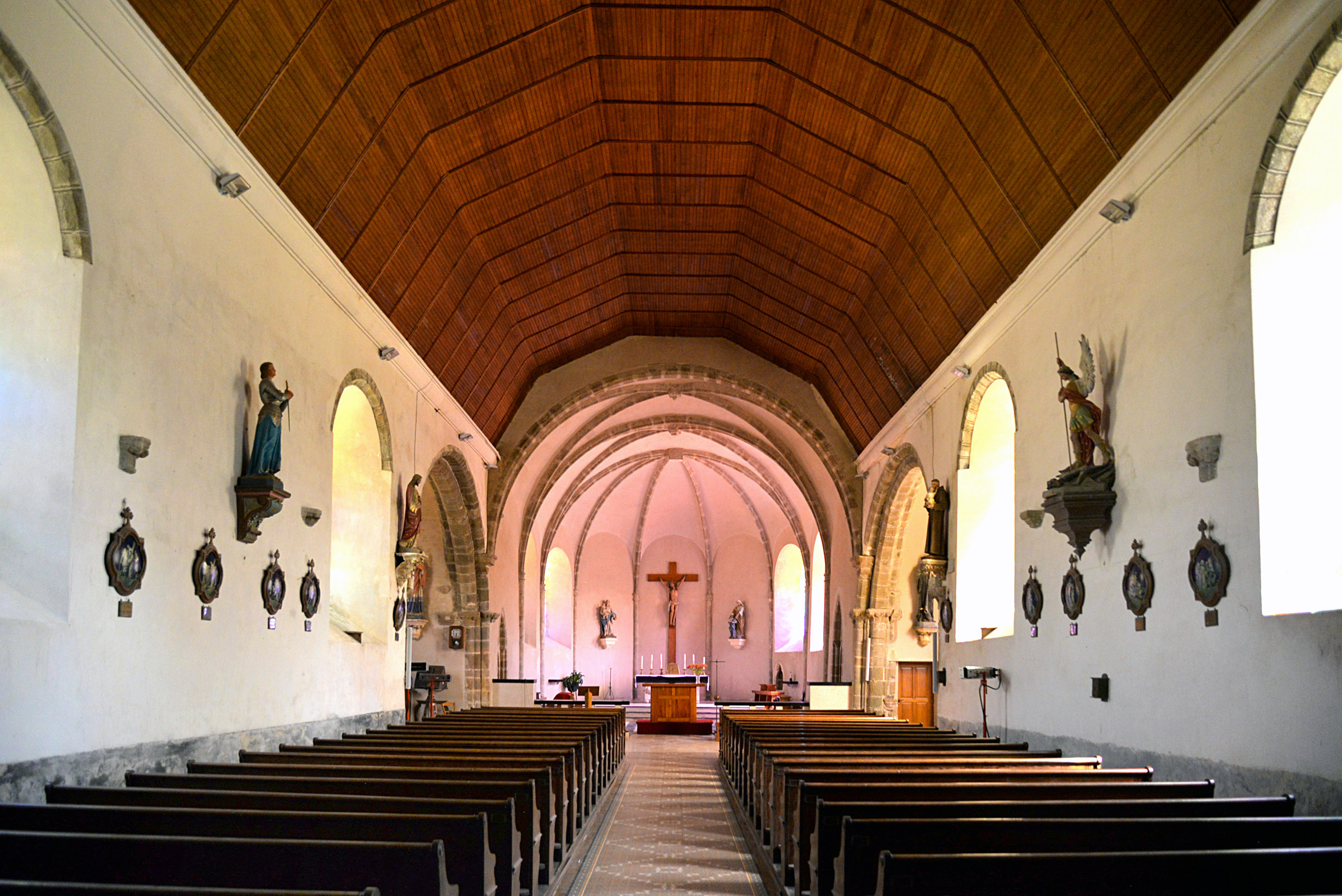
La nef de l’église Sainte-Anne.
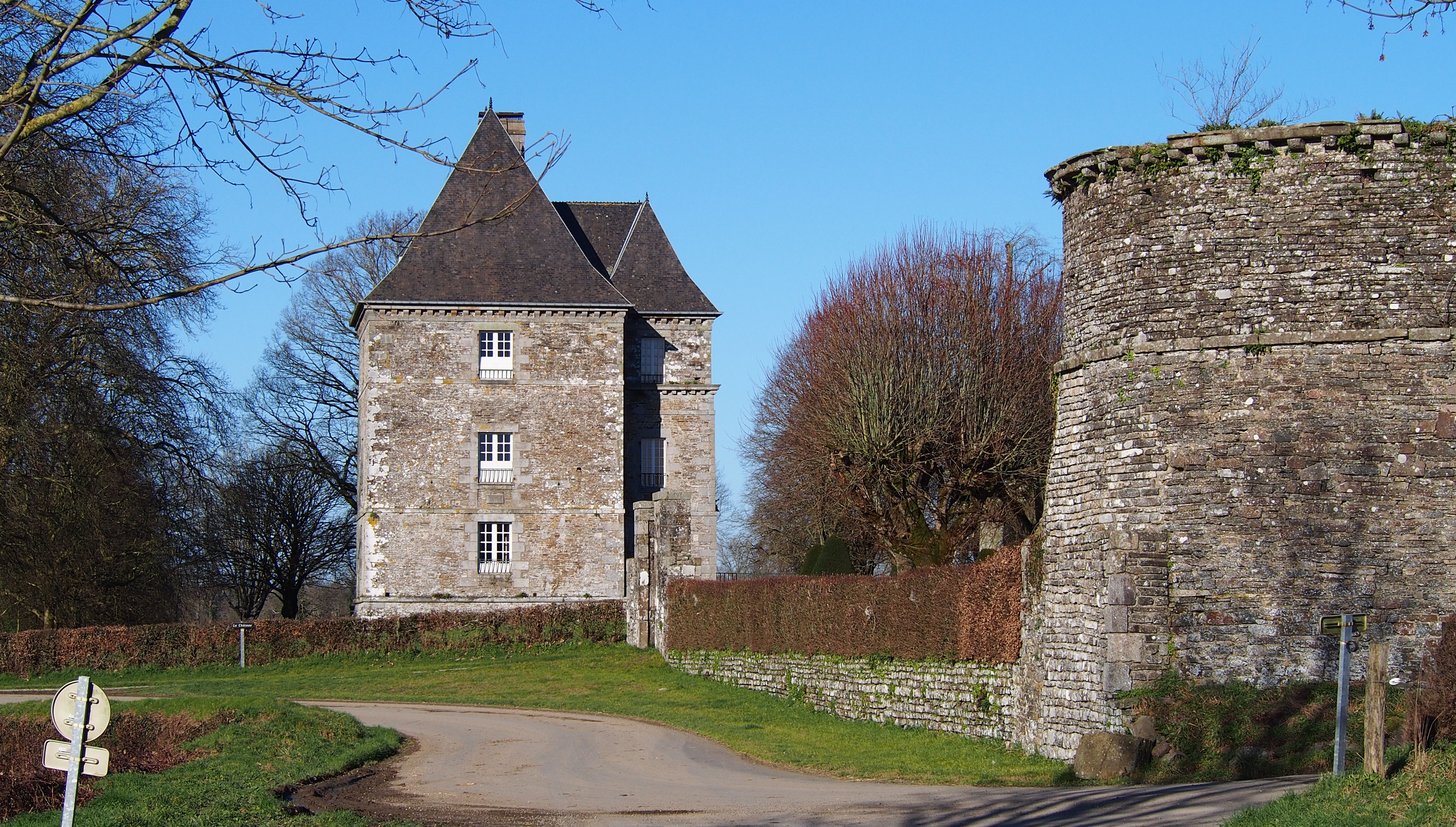
Le château.

### Personnalités liées à la commune
- Guillaume de Thieuville (v. 1277 - Le Mesnil-Garnier, 1345), évêque de Coutances.
- Pierre Bonnemains (1773 - Le Mesnil-Garnier, 1850), lieutenant-général baron de l'Empire, s'est illustré à Waterloo. Maire du Mesnil-Garnier de 1840 à 1850 où il était propriétaire du château[31].
- Son fils Charles Frédéric, général s'est illustré en 1870 à Reichshoffen[44].